# Anny-Charlotte Verney
Anny-Charlotte Verney (Le Mans, 17 maggio 1943) è un'ex pilota di rally e pilota automobilistica francese soprannominata
La Reine de l'endurance, che ha partecipato a 10 edizioni consecutive della 24 ore di Le Mans dal 1973 al 1983, (unica donna a riuscirvici) e a 10 edizioni della Parigi-Dakar.
Suo nonno, Louis Verney, è stato uno dei fondatori della 24 Ore di Le Mans e suo padre è stato vicepresidente dell'Automobile Club de l'Ouest (ACO), organizzatore della 24 Ore di Le Mans. Il suo miglior piazzamento alla Le Mans è stato un sesto posto assoluto nel 1981 e una vittoria di classe nel 1978.

## Risultati nel WRC
| 1976 | Scuderia    | Vettura                                      |  |  |  |  |  |   |    |  |  |  |  |  |  |  |  |  | Punti | Pos. |
| ---- | ----------- | -------------------------------------------- |  |  |  |  |  | - | -- |  |  |  |  |  |  |  |  |  | ----- | ---- |
| 1976 | Ford France | Ford Escort RS 2000 Ford Escort RS 2000 MKII |  |  |  |  |  | ? | SQ |  |  |  |  |  |  |  |  |  |       |      |

| 1978 | Scuderia | Vettura          |     |  |  |  |  |  |  |  |  |  |  |  |  |  |  |  | Punti | Pos. |
| ---- | -------- | ---------------- | --- |  |  |  |  |  |  |  |  |  |  |  |  |  |  |  | ----- | ---- |
| 1978 |          | Opel Kadett GT/E | Rit |  |  |  |  |  |  |  |  |  |  |  |  |  |  |  |       |      |

| 1979 | Scuderia | Vettura                  |    |  |  |  |  |  |  |  |  |  |  |  |  |  |  |  | Punti | Pos. |
| ---- | -------- | ------------------------ | -- |  |  |  |  |  |  |  |  |  |  |  |  |  |  |  | ----- | ---- |
| 1979 |          | Ford Escort RS 2000 MKII | 99 |  |  |  |  |  |  |  |  |  |  |  |  |  |  |  | 0     |      |

| Legenda | 1º posto | 2º posto | 3º posto | A punti | Senza punti | Ritirato | Squalificato | NP=Non partito C=Gara cancellata | Apice=Power stage |